# Джуліан Гакслі
Джуліан Сорелл Гакслі (англ. Sir Julian Sorell Huxley; 22 червня 1887, Лондон, Британська імперія — 14 лютого 1975, Лондон, Велика Британія) — англійський біолог, еволюціоніст та гуманіст, політик. Один із авторів синтетичної теорії еволюції. Перший генеральний директор ЮНЕСКО, який відіграв одну з головних ролей у створенні цієї організації, а також Всесвітнього фонду дикої природи.

## Біографія
Джуліан є нащадком давнього роду Гакслі, онуком Томаса Гакслі (Гекслі). Його рідним братом був відомий письменник Олдос Гакслі, а єдинокровним братом — нобелівський лауреат Ендрю Гакслі.

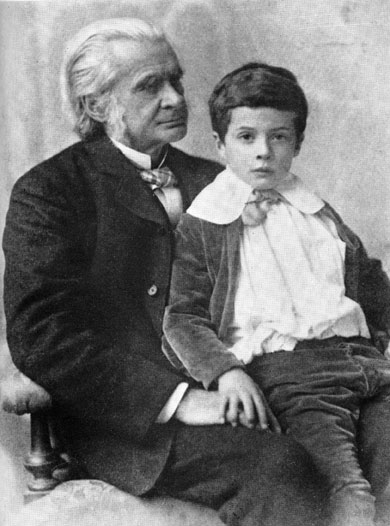
Томас Гакслі з Джуліаном в 1893 році

Джуліан закінчив Бейлліол-коледж Оксфордського університету, де в 1910—1912 роках читав лекції з зоології.
У 1956 отримав медаль Дарвіна Королівського товариства, а у 1958 році був удостоєний лицарського звання.

## Особисті погляди
Джуліан Гакслі активно виступав за поширення гуманістичних цінностей, був членом багатьох гуманістичних організацій, в тому числі Міжнародного гуманістичного та етичного союзу. Разом з Альбертом Ейнштейном, Томасом Манном і Джоном Дьюї входив до керівництва Першого гуманістичного товариства Нью-Йорку.

## Науковий внесок
Зробив великий внесок у створення синтетичної теорії еволюції, відіграв важливу роль в її популяризації.
Ввів у науковий обіг ряд термінів, які широко використовуються в сучасній науці:
- Ритуалізація, 1914.
- Етнічна група, 1936.
- Клин, 1938.
- Морф, 1942.
- Клада, 1957.
- Трансгуманізм, 1957.
- Еволюційний рівень, 1959.

## Нагороди
- Медаль Дарвіна (1958).

## Біографії
1. Baker John R. 1978. Julian Huxley, scientist and world citizen, 1887—1975. UNESCO, Paris.
2. Clark, Ronald W. 1960. Sir Julian Huxley. Phoenix, London.
3. Clark, Ronald W. 1968. The Huxleys. Heinemann, London.
4. Dronamraju, Krishna R. 1993. If I am to be remembered: the life & work of Julian Huxley, with selected correspondence. World Scientific, Singapore.
5. Green, Jens-Peter 1981. Krise und Hoffnung, der Evolutionshumanismus Julian Huxleys. Carl Winter Universitatsverlag.
6. Huxley, Julian. 1970, 1973. Memories and Memories II. George Allen & Unwin, London.
7. Huxley, Juliette 1986. Leaves of the tulip tree. Murray, London [her autobiography includes much about Julian]
8. Keynes, Milo and Harrison, G. Ainsworth (eds) 1989. Evolutionary studies: a centenary celebration of the life of Julian Huxley . Proceeding of the 24th annual symposium of the Eugenics Society, London 1987. Macmillan, London.
9. Olby, Robert 2004. Huxley, Sir Julian Sorell (1887—1975). In Oxford Dictionary of National Biography. (2680 words)
10. Waters, C. Kenneth and Van Helden, Albert (eds) 1993. Julian Huxley: biologist and statesman of science. Rice University Press, Houston.